# 확산능
폐의 확산능(diffusing capacity, DL)(전달 인자(transfer factor)라고도 함) 또는 확산 능력은 폐의 공기에서 폐 혈관의 적혈구로 기체가 전달되는 것을 측정한다. 이는 폐가 혈액으로 기체를 운반하고 혈액에서 기체를 운반하는 전반적인 능력을 확인하기 위한 포괄적인 일련의 폐 기능 검사(pulmonary function test)의 일부이다. DL, 특히 DLCO는 특정 폐 및 심장 질환에서 감소한다. DLCO 측정은 유럽 호흡기 학회 및 미국 흉부 학회의 태스크포스가 작성한 입장 문서에 따라 표준화되었다.

## 같이 보기
- 일산화탄소 확산능